# Marvin Eder
Marvin Eder, auch bekannt als Biceps From The Bronx (* 22. Oktober 1931 in Brooklyn; † 1. Februar 2022 in Charleston, South Carolina) war um 1950 ein US-amerikanischer Bodybuilder.

## Leben
Schon als Kind trainierte Marvin Eder beinahe täglich mehrere Stunden in den Parks seiner Wohngegend mit Freiübungen wie Klimmzügen und Barrenstützen (Dips). Nachdem er im Alter von 16 Jahren dem Eastside Barbell Club in New York beigetreten war, gehörte er bereits zwei Jahre später zu den stärksten Athleten der USA. Seine Kraftleistungen: 1000 Dips in 17 Minuten, eine Einzelwiederholung Barrenstütze mit 200 kg Zusatzgewicht in Form zweier Männer, die sich an seine Beine und Hüfte klammerten. Er drückte bei einem Körpergewicht von knapp 90 kg 230 kg auf der Bank und brachte 330 lbs (149,5 kg) im olympischen Drücken zur Hochstrecke. Damals war Drücken noch eine offizielle Disziplin im Gewichtheben; der 1948 von dem 10 kg schwereren John Davis aufgestellte Weltrekord lag nur um 2,5 kg höher. Zu seiner aktiven Zeit wog er bei einer Größe von 1,73 m 100 kg. Sein Armumfang betrug über 48 cm, sein Brustumfang 127 cm, sein Oberschenkelumfang 66 cm und sein Wadenumfang 44 cm.
Im Bodybuilding gewann er 1949 die nordamerikanische Meisterschaft der Junioren der IFBB und belegte bei der Junior Mr. America der AAU den 2. Platz. Er trainierte viermal die Woche, oft bis zu fünf Stunden lang mit schwerstmöglichen Gewichten, wobei er Techniken des Gewichthebens, Kraftdreikampfes und Bodybuildings kombinierte.
Seine Karriere fiel dem erbitterten Konkurrenzkampf um die Vorherrschaft über die amerikanische Kraftsportszene zwischen Bob Hoffman (Amateur Athletic Union) und Joe Weider (International Fitness and Bodybuilding Federation) zum Opfer. Hoffman missfiel, dass Eder in den Weiderpublikationen werbewirksam groß herausgestellt wurde und warf ihm einen Verstoß gegen den Amateurstatus vor. Als Eder sich Hoffmans Druck nicht beugte, ließ Hoffman Eder auf einer AAU-Veranstaltung einen Scheck von 15 US-Dollar aushändigen, wodurch Eder der Amateurstatus aberkannt wurde und er deshalb weder an den meisten Bodybuilding-Wettkämpfen noch als Gewichtheber bei den Olympischen Spielen teilnehmen konnte. Nachdem er noch eine Zeitlang als Trainer und bei Weider aktiv gewesen war, verlor er völlig das Interesse am Kraftsport und ergriff den Beruf eines Klempners. Dieses Unternehmen verkaufte er mit Anfang 70, um die medizinische Betreuung seiner schwerkranken Frau und den Berufsstart seines Sohnes als Chiropraktiker zu finanzieren.
Erst im höheren Alter begann er wieder zu trainieren und sich mit Bodybuilding zu beschäftigen. Er nutzte jede Gelegenheit, um gegen Doping im zeitgenössischen Bodybuilding zu Felde zu ziehen.
Er starb am 1. Februar 2022 im Alter von 90 Jahren.

## Ehrungen
Aufnahme in die 1989 wurde Marvin in die Association of Oldtime Barbell and Strongmen, wobei er für seine Pionierarbeit als Bodybuilder und Gewichtheber für seine Leistungen geehrt wurde.
Eder wird Pound for pound heute zu den größten und stärkten Bodybuilder aller Zeiten gezählt.

## Erfolge (Auswahl)
- 1949 Mr. America: Zweiter Platz (IFBB, Junior)
- 1949 Mr. New York City: Sieg (IFBB, Junior)
- 1949 Mr. New York City: Sieg (IFBB, Junior)
- 1949 North American Championships:Sieg (IFBB, Junior)
- 1950 Mr. America: Sechster Platz (AAU)
- 1950 Mr. Eastern America: Sieg (IFBB)[4][5]
- 1951 Mr. America: Drittr Platz (AAU)
- 1951 Junior Mr. America: Zweiter Platz (AAU)

- Weltrekord im Überkopfdrücken[4]